# Antonio Salutini
Antonio Salutini (Livorno, 17 ottobre 1947) è un ex ciclista su strada e dirigente sportivo italiano.
Professionista dal 1970 al 1978, è stato a lungo gregario di Franco Bitossi.

## Carriera
Passato professionista nella Filotex il suo primo risultato significativo fu il secondo posto nella quarta tappa del Tour de Suisse 1970, preceduto dall'allora compagno di squadra Arnaldo Caverzasi, l'anno successivo concluse al secondo posto la classifica generale del Tour de Suisse dietro Gianni Motta.
Corridore solido ha ottenuto molti piazzamenti nelle corse in linea del panorama ciclistico italiano tuttavia non riuscì mai ad aggiudicarsi vittorie fra i professionisti.
Dopo il ritiro è rimasto nell'abbiente ciclistico dapprima come massaggiatore, poi come assistente di Luciano Pezzi e Alfredo Martini ed infine, a partira dal 1991 come direttore sportivo in molte importanti squadre ciclistiche italiane, portando nel professionismo, lavorando, facendo cresecere ed anche accompagnando al successo campioni e forti gregari del calibro di Silvio Martinello, Francesco Casagrande, Michele Bartoli, Massimiliano Lelli, Dario Frigo, Roberto Petito, Gian Matteo Fagnini, Eddy Mazzoleni, Salvatore Commesso, Ivan Gotti, Mario Cipollini, Filippo Simeoni, Paolo Savoldelli, Michele Scarponi, Valerio Agnoli, Alexander Kolobnev, Cadel Evans.

## Palmarès
- 1968 (Dilettanti, una vittoria)

Giro delle due Province-Marciana di Cascina

## Piazzamenti

### Grandi giri
- Giro d'Italia

1977: 67º

### Classiche monumento
- Milano-Sanremo

1970: 92º
1973: 84º
1976: 63º
1977: 79º